# CCleaner
CCleaner (съкратено от Crap Cleaner) е мултифункционална програма за поддръжка на компютъра, която чисти потенциално нежелани файлове (включително временни интернет файлове) и невалидни ключове в регистъра на Windows. Неин разработчик е Piriform. CCleaner може да работи под всички актуални операционни системи Windows, като може да се използва на 32- и 64-битови компютърни системи. През 2018 г. програмата и нейният разработчик са придобити от Avast Software.

## Версии
Програмата има и платена версия (CCleaner PRO), както и приложение за Android. Съществува и версия за MAC OS.

## Противоречия
През септември 2017 г. с поредното обновление на 32-битовата версия на приложението е разпространен компютърен вирус, но скоро след това компанията взема мерки и пуска коригиращо обновление.